# Gisela Reichmann
Gisela Reichmann foi uma patinadora artística austríaca. Ela conquistou uma medalha de prata em campeonatos mundiais (1923), e foi campeã austríaca três vezes (1913, 1917 e 1918).

## Principais resultados
| Resultados                                            | Resultados      | Resultados    | Resultados    | Resultados      | Resultados       | Resultados    | Resultados       | Resultados    |
| Internacional                                         | Internacional   | Internacional | Internacional | Internacional   | Internacional    | Internacional | Internacional    | Internacional |
| Evento/Temporada                                      | 1912– 1913      | 1913– 1914    |               | 1916– 1917      | 1917– 1918       |               | 1922– 1923       | 1923– 1924    |
| ----------------------------------------------------- | --------------- | ------------- | ------------- | --------------- | ---------------- | ------------- | ---------------- | ------------- |
| Campeonato Mundial                                    |                 | 5.ª           |               |                 | Medalha de prata | 4.ª           |                  |               |
| Nacional                                              |                 |               |               |                 |                  |               |                  |               |
| Campeonato Austríaco                                  | Medalha de ouro |               |               | Medalha de ouro | Medalha de ouro  |               | Medalha de prata |               |
|                                                       |                 |               |               |                 |                  |               |                  |               |
| Legenda: Competição não foi disputada nesta temporada |                 |               |               |                 |                  |               |                  |               |